# Policía Gran Ducal
La Policía Gran Ducal (en francés: Police Grand-Ducale; en luxemburgués: Groussherzoglec) es el cuerpo nacional de policía del Gran Ducado de Luxemburgo que se encarga de la protección y mantenimiento del orden público de dicho país. Depende del Ministerio de Interior. Este cuerpo policial existe desde el 1 de enero de 2000, cuando se fusionaron las diferentes policías locales con la Gendarmería Gran Ducal.
Es responsable además, de garantizar la seguridad interna de Luxemburgo, el mantenimiento de la ley y el orden, el control de fronteras y de hacer cumplir todas las leyes y decretos del Gran Ducado. También es responsable de asistir y apoyar al ejército es sus operaciones internas.

## Galería de imágenes

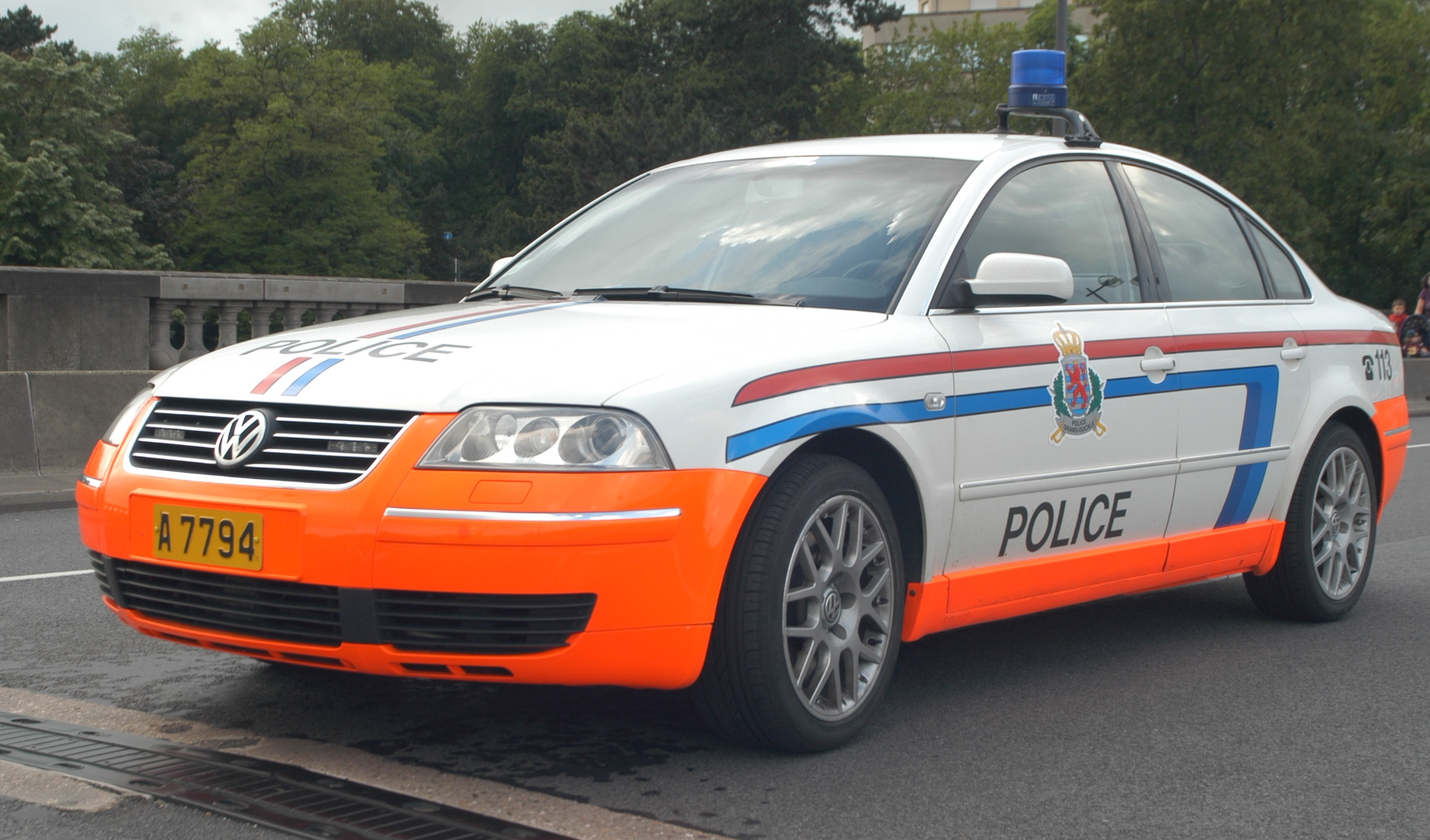
Volkswagen Passat de la brigada de carreteras de la Policía Gran Ducal en 2006.
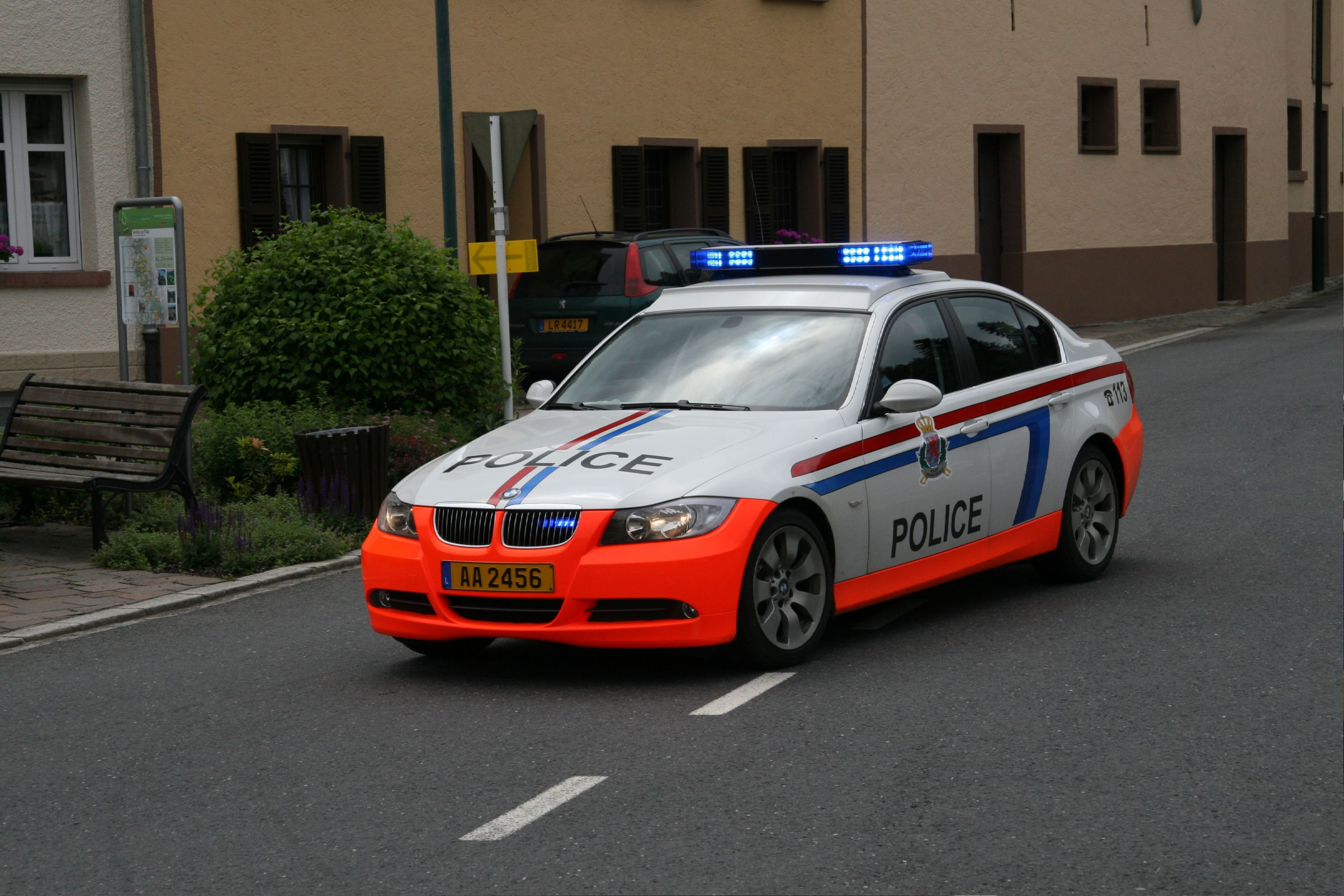
Coche de la brigada de carreteras en Stolzemburgo.
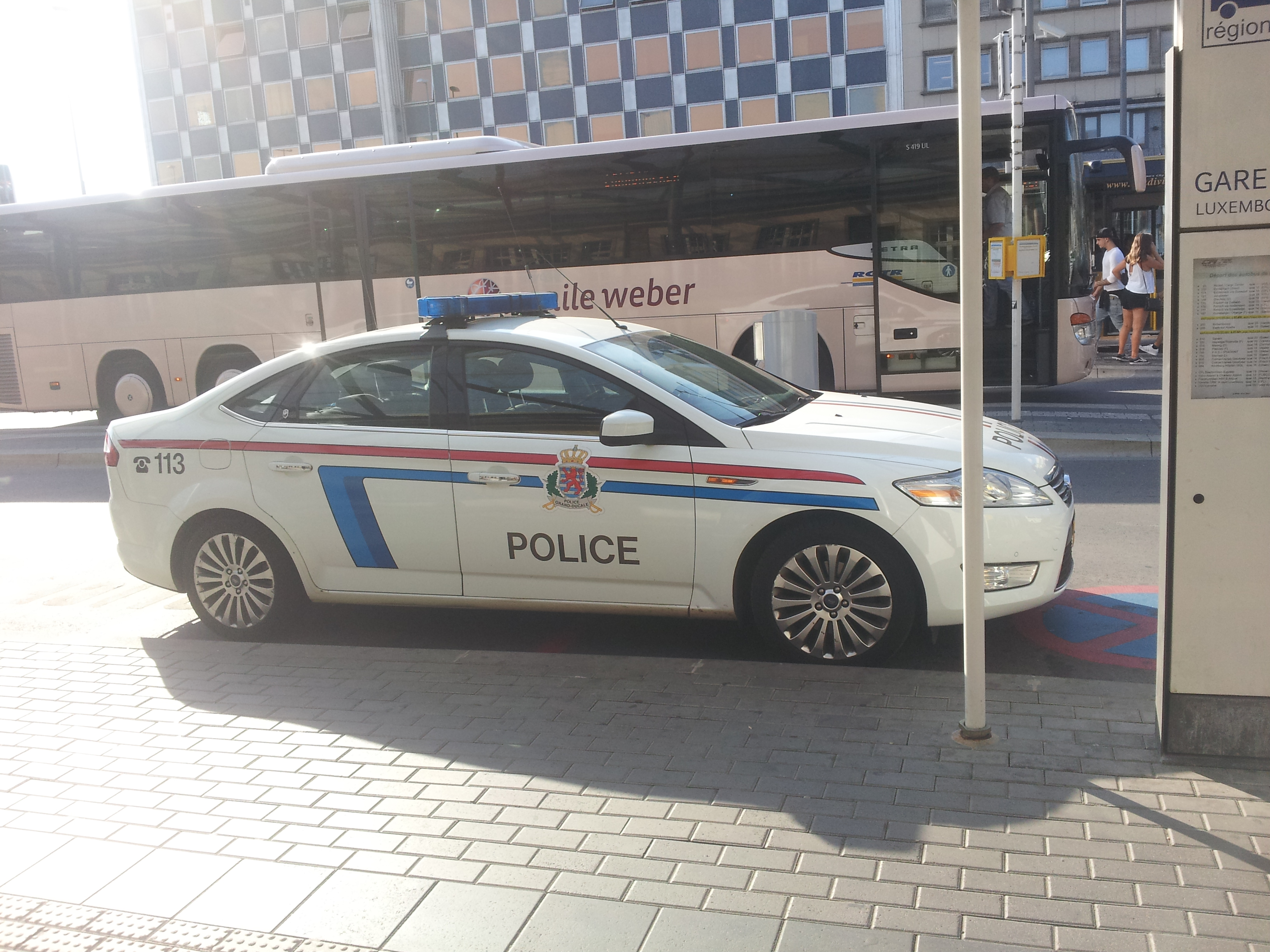
Vehículo de la Policía Grand Ducal en Luxemburgo.
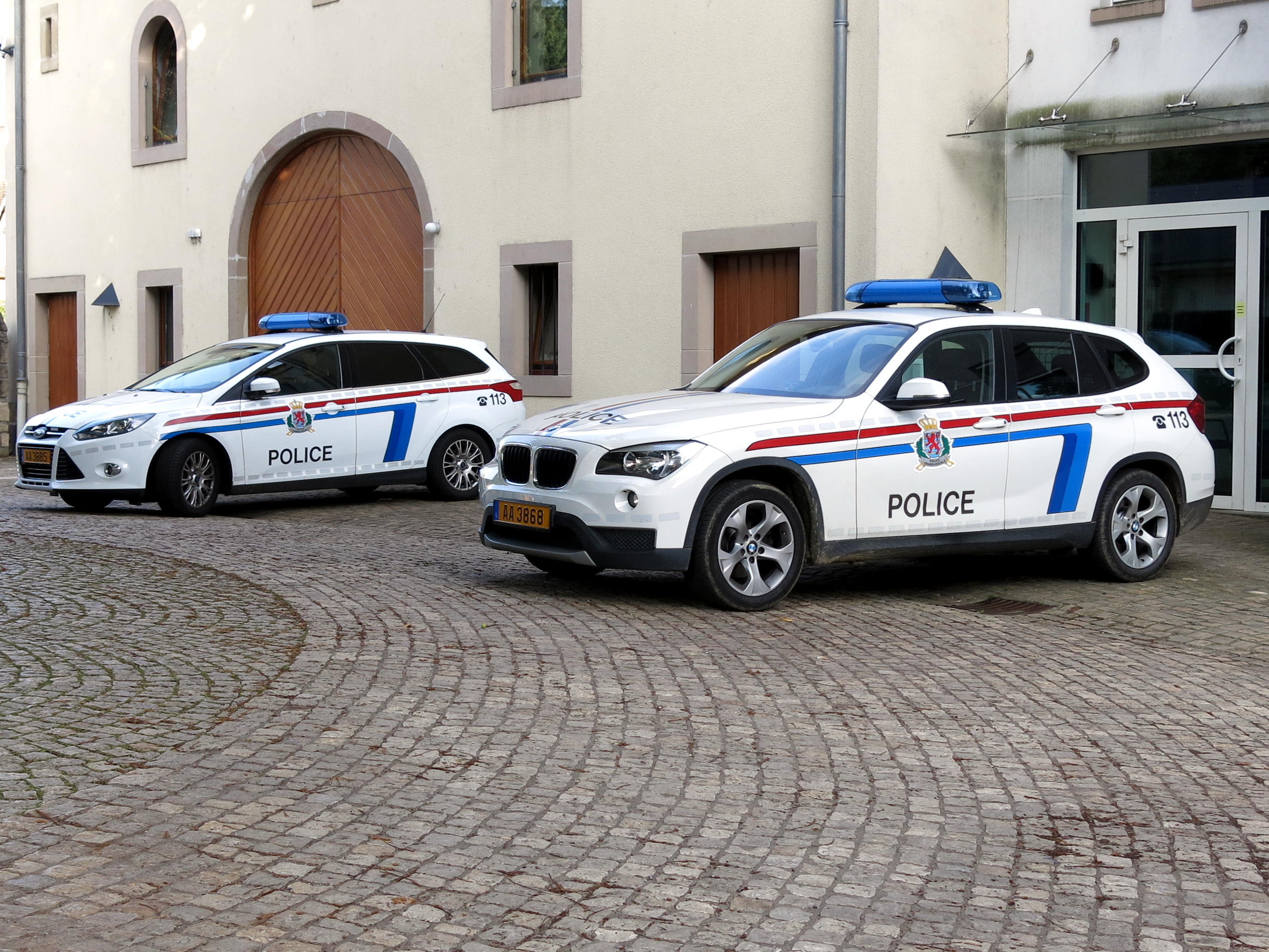
Vehículos de la Policía Gran Ducal en Mersch.